# Scarlatto
Lo scarlatto è una tonalità di rosso determinata da una piccola componente di giallo, tende infatti lievemente all'arancione, ma più rossa del vermiglione. Il nome deriva dal persiano saqirlat o dal latino astacus, granchio.
Tradizionalmente lo scarlatto è il colore delle fiamme. A volte viene utilizzato per fare riferimento al sangue di una persona viva.
In spettroscopia, le emissioni di composti chimici dello stronzio si definiscono essere nell'area rosso scarlatto dello spettro della luce visibile. Le linee di emissione sono posizionate a 640,8 nm, 650,4 nm, 687,8 nm e 707,0 nm.

## Lo scarlatto nella cultura
Università

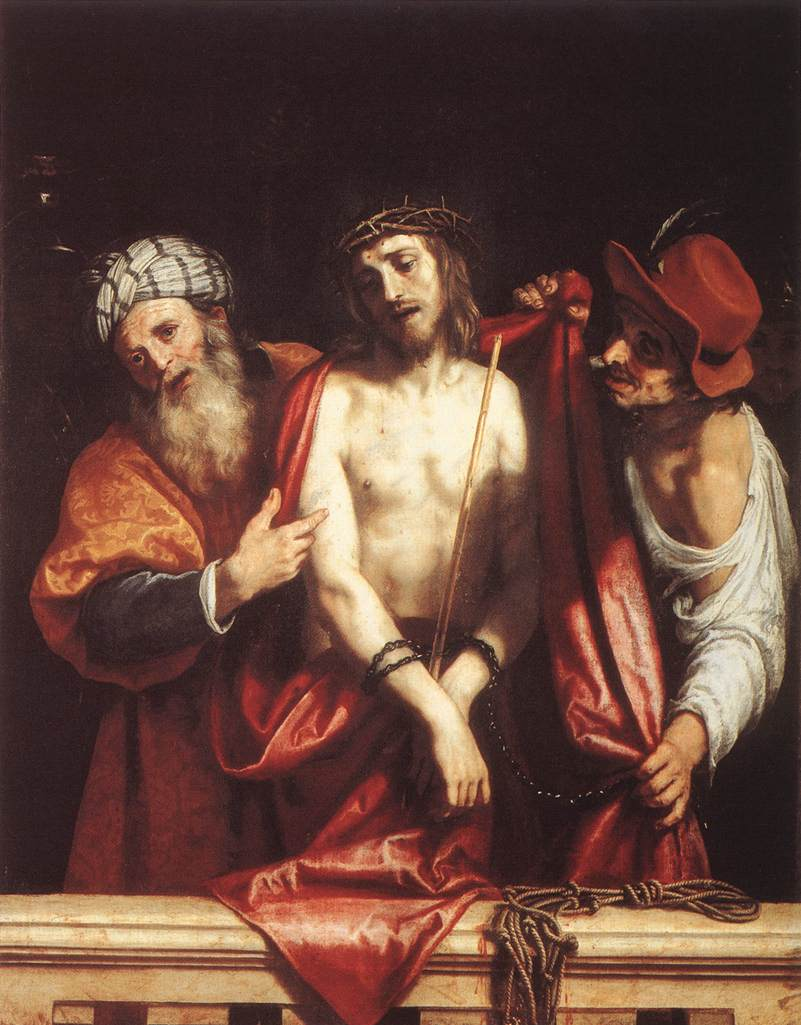
Ecce homo, Gesù Cristo vestito di un mantello scarlatto, dipinto di Ludovico Cigoli (1607)

- Lo scarlatto è il colore degli abiti accademici per gli insigniti del titolo di dottore in medicina.

Astronomia
- Le stelle della sequenza principale intermedie tra le classi spettrali M e K sono percepite come di color scarlatto alla vista.

Letteratura
- Il romanzo La lettera scarlatta di Nathaniel Hawthorne, uno scrittore statunitense del XIX secolo narra la storia di Hester Prynne, donna condannata a portare una lettera "A" scarlatta sul petto come pubblico segno del peccato di adulterio.
- A Study in Scarlet titolo in italiano Uno studio in rosso è il primo romanzo di Sherlock Holmes pubblicato da Arthur Conan Doyle nel 1888.
- Scarlett O'Hara (in italiano rinominata Rossella) è la protagonista del famoso romanzo di Margaret Mitchell Via col vento ambientato nella guerra civile americana.
- Vele scarlatte è un romanzo del 1923 scritto da Aleksandr Grin.
- La peste scarlatta (The Scarlet Plaque) è un romanzo breve post apocalittico di Jack London pubblicato nel 1912 sul giornale The London Magazine.

Forze armate
- I soldati dell'Esercito inglese hanno vestito uniformi rosso scarlatto fino al 1914 (da cui il soprannome di "giubbe rosse"). Alcune unità degli eserciti britannico e di paesi del Commonwealth adottano tuttora uniformi da parata di questo colore.
- La Polizia a cavallo canadese Royal Canadian Mounted Police (RCMP) indossa una giubba scarlatta nella classica uniforme da cerimonia.
- Il corpo della aeronautica statunitense degli United States Air Force Combat Controllers indossa un basco scarlatto al termine del corso presso la Combat Control School della Pope Air Force Base.
- Scarlatto è il colore della United States Army Field Artillery Corps.

Religione

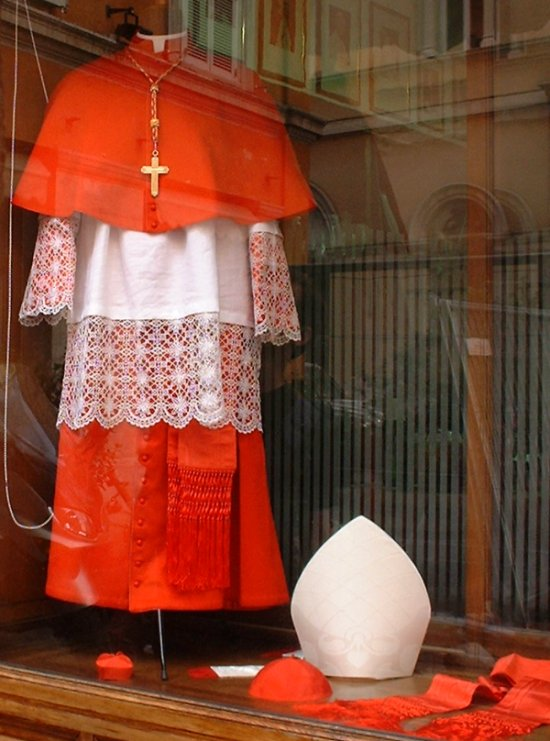
Abito cardinalizio

- Per la Chiesa cattolica, gli indumenti scarlatti simboleggiano il sangue ed è il colore di cui sono vestiti i cardinali come simbolo della loro volontà di difendere la fede "anche a costo di versare il proprio sangue". Il termine esatto che contraddistingue il rosso cardinale è "rosso ponsò"[1]. Al contrario, i vescovi e gli arcivescovi indossano abiti amaranto con termine più tecnico definiti color "paonazzo romano"[1].

Videogiochi
- Nel videogioco Touhou 6 il boss del gioco ed il boss extra si chiamano Scarlet Remilia e Scarlet Flandre, entrambe indossano abiti di colore scarlatto e probabilmente il colore fa riferimento al sangue, essendo entrambe le sorelle vampire.
- Nel videogioco Pokémon Scarlatto, il colore appare nel titolo del gioco. Simboleggia probabilmente il colore dei vestiti della scuola caratteristica del gioco e che si contrappone a quella presente in Pokémon Violetto.

Fumetti
- Flash, alter ego di Barry Allen nei fumetti DC, è chiamato "velocista scarlatto" per via del colore del suo costume.
- Ben Reilly, un clone di Peter Parker (l'Uomo Ragno), aveva come identità segreta Scarlet Spider (Ragno Rosso in italiano), un supereroe coi poteri simili a quelli dell'Uomo Ragno.
- Scarlet, alter ego di Wanda Maximoff nei fumetti Marvel, è chiamata così per via del colore del suo costume e dei poteri.
- Elsa Scarlett, maga di Fairy Tail, mondo creato da Hiro Mashima, il suo cognome deriva dal colore dei suoi capelli, appunto color scarlatto.